# ピエール・アゴスティーニ
ピエール・アゴスティーニ（Pierre Agostini, フランス語発音: [pjɛʁ aɡɔstini]、1941年7月23日 - ）は、フランス出身でアメリカ合衆国の実験物理学者。オハイオ州立大学の名誉教授であり、高強度場レーザ物理学やアト秒物理学における先駆的な研究で知られる。特に超閾イオン化(above-threshold ionization)の観察及びアト秒光パルスの特性評価のためのRABBITTの発明で特に知られる。2023年にノーベル物理学賞を共同受賞した。

## 来歴
フランス保護領チュニジアのチュニスで生まれ、1959年にフランス北西部、ラ・フレーシュの軍事学校であるプリタネ国立軍事学校（Prytanée national militaire）でバカロレアを取得した。1961年エクス＝マルセイユ大学を卒業、1968年に同大学からPh.D.を取得した。